# Championnat d'Allemagne de football 1912-1913
Navigation
Meisterschaft
(Verbandsligen)
1911-1912 Meisterschaft
(Verbandsligen)
1913-1914
La saison 1912-1913 du Championnat d'Allemagne de football était la 11e édition de la première division allemande.
Sept clubs participent à la compétition nationale, il s'agit des clubs champions de 7 régions d'Allemagne dont le champion sortant, le Holstein Kiel. Le championnat national est disputé sous forme de coupe à élimination directe. 
C'est le VfB Leipzig qui remporte la compétition nationale. Il s'agit du 3e titre de champion d'Allemagne de son histoire.

## Les 7 clubs participants
(entre parenthèses, la région d'appartenance du club)
- Prussia Samland Königsberg (Baltique)
- Viktoria 89 Berlin (Brandebourg)
- VfB Leipzig (Centre)
- Holstein Kiel (Nord et champion en titre)
- Stuttgarter Kickers (Sud)
- Duisbourg SV (Ouest)
- Askania Forst (Sud-Est)

## Compétition
La compétition a lieu sous forme de coupe, avec match simple.
|  | Quarts de finale           | Quarts de finale           | Quarts de finale      | Quarts de finale      |              |              | Demi-finales            | Demi-finales            | Demi-finales            | Demi-finales            |  |  | Finale               | Finale               | Finale               | Finale               |
|  |                            |                            |                       |                       |              |              |                         |                         |                         |                         |  |  |                      |                      |                      |                      |
|  | 20 avril 1913 à Forst      | 20 avril 1913 à Forst      | 20 avril 1913 à Forst | 20 avril 1913 à Forst |              |              | 27 avril 1913 à Leipzig | 27 avril 1913 à Leipzig | 27 avril 1913 à Leipzig | 27 avril 1913 à Leipzig |  |  | 11 mai 1913 à Munich | 11 mai 1913 à Munich | 11 mai 1913 à Munich | 11 mai 1913 à Munich |
|  | 20 avril 1913 à Forst      | 20 avril 1913 à Forst      | 20 avril 1913 à Forst | 20 avril 1913 à Forst |              |              | 27 avril 1913 à Leipzig | 27 avril 1913 à Leipzig | 27 avril 1913 à Leipzig | 27 avril 1913 à Leipzig |  |  | 11 mai 1913 à Munich | 11 mai 1913 à Munich | 11 mai 1913 à Munich | 11 mai 1913 à Munich |
|  | Askania Forst              | Askania Forst              | 0                     | 0                     |              |              | 27 avril 1913 à Leipzig | 27 avril 1913 à Leipzig | 27 avril 1913 à Leipzig | 27 avril 1913 à Leipzig |  |  | 11 mai 1913 à Munich | 11 mai 1913 à Munich | 11 mai 1913 à Munich | 11 mai 1913 à Munich |
|  | Askania Forst              | Askania Forst              | 0                     | 0                     |              |              | 27 avril 1913 à Leipzig | 27 avril 1913 à Leipzig | 27 avril 1913 à Leipzig | 27 avril 1913 à Leipzig |  |  | 11 mai 1913 à Munich | 11 mai 1913 à Munich | 11 mai 1913 à Munich | 11 mai 1913 à Munich |
|  | VfB Leipzig                | VfB Leipzig                | 5                     | 5                     |              |              | 27 avril 1913 à Leipzig | 27 avril 1913 à Leipzig | 27 avril 1913 à Leipzig | 27 avril 1913 à Leipzig |  |  | 11 mai 1913 à Munich | 11 mai 1913 à Munich | 11 mai 1913 à Munich | 11 mai 1913 à Munich |
|  | VfB Leipzig                | VfB Leipzig                | 5                     | 5                     | VfB Leipzig  | VfB Leipzig  | 3                       | 3                       |                         |                         |  |  | 11 mai 1913 à Munich | 11 mai 1913 à Munich | 11 mai 1913 à Munich | 11 mai 1913 à Munich |
|  | 13 avril 1913 à Berlin     |                            |                       |                       | VfB Leipzig  | VfB Leipzig  | 3                       | 3                       |                         |                         |  |  | 11 mai 1913 à Munich | 11 mai 1913 à Munich | 11 mai 1913 à Munich | 11 mai 1913 à Munich |
|  |                            |                            | Viktoria 89 Berlin    | Viktoria 89 Berlin    | 1            | 1            |                         |                         |                         |                         |  |  | 11 mai 1913 à Munich | 11 mai 1913 à Munich | 11 mai 1913 à Munich | 11 mai 1913 à Munich |
|  | Viktoria 89 Berlin         | Viktoria 89 Berlin         | Viktoria 89 Berlin    | Viktoria 89 Berlin    | 1            | 1            | 6                       | 6                       |                         |                         |  |  | 11 mai 1913 à Munich | 11 mai 1913 à Munich | 11 mai 1913 à Munich | 11 mai 1913 à Munich |
|  | Viktoria 89 Berlin         | Viktoria 89 Berlin         | 27 avril 1913 à Essen |                       |              |              | 6                       | 6                       |                         |                         |  |  | 11 mai 1913 à Munich | 11 mai 1913 à Munich | 11 mai 1913 à Munich | 11 mai 1913 à Munich |
|  | Prussia Samland Königsberg | Prussia Samland Königsberg | 1                     | 1                     |              |              |                         |                         |                         |                         |  |  | 11 mai 1913 à Munich | 11 mai 1913 à Munich | 11 mai 1913 à Munich | 11 mai 1913 à Munich |
|  | Prussia Samland Königsberg | Prussia Samland Königsberg | 1                     | 1                     | VfB Leipzig  | VfB Leipzig  | 3                       | 3                       |                         |                         |  |  |                      |                      |                      |                      |
|  | 20 avril 1913 à Francfort  |                            |                       |                       | VfB Leipzig  | VfB Leipzig  | 3                       | 3                       |                         |                         |  |  |                      |                      |                      |                      |
|  |                            |                            | Duisbourg SV          | Duisbourg SV          | 1            | 1            |                         |                         |                         |                         |  |  |                      |                      |                      |                      |
|  | Duisbourg SV               | Duisbourg SV               | Duisbourg SV          | Duisbourg SV          | 1            | 1            | 2                       | 2                       |                         |                         |  |  |                      |                      |                      |                      |
|  | Duisbourg SV               | Duisbourg SV               |                       |                       |              |              |                         |                         |                         |                         |  |  |                      |                      |                      |                      |
|  | Stuttgarter Kickers        | Stuttgarter Kickers        | 1                     | 1                     |              |              |                         |                         |                         |                         |  |  |                      |                      |                      |                      |
|  | Stuttgarter Kickers        | Stuttgarter Kickers        | 1                     | 1                     | Duisbourg SV | Duisbourg SV | 2                       | 2                       |                         |                         |  |  |                      |                      |                      |                      |
|  |                            |                            |                       |                       | Duisbourg SV | Duisbourg SV | 2                       | 2                       |                         |                         |  |  |                      |                      |                      |                      |
|  |                            |                            | Holstein Kiel T       | Holstein Kiel T       | 1            | 1            |                         |                         |                         |                         |  |  |                      |                      |                      |                      |
|  | Holstein Kiel T            |                            | Holstein Kiel T       | Holstein Kiel T       | 1            | 1            |                         |                         |                         |                         |  |  |                      |                      |                      |                      |
|  |                            |                            |                       |                       |              |              |                         |                         |                         |                         |  |  |                      |                      |                      |                      |
|  | exempt                     |                            |                       |                       |              |              |                         |                         |                         |                         |  |  |                      |                      |                      |                      |
|  |                            |                            |                       |                       |              |              |                         |                         |                         |                         |  |  |                      |                      |                      |                      |
|  |                            |                            |                       |                       |              |              |                         |                         |                         |                         |  |  |                      |                      |                      |                      |

## Bilan de la saison
| Tableau d'Honneur                   |             |
| Compétition                         | Vainqueur   |
| Championnat d'Allemagne de football | VfB Leipzig |